# X-5 (nhóm nhạc)
Xenos-5 (tiếng Hàn: 엑스파이브), thường được gọi là X-5 hoặc X-Five là một nhóm nhạc nam Hàn Quốc gồm năm thành viên , được thành lập dưới công ty Open World Entertainment vào năm 2011. 'Xenos', là một biểu tượng của từ Hy Lạp có nghĩa là 'người nước ngoài.', trong đó 'X-5' (đề cập đến 5 Xenos), tên bắt nguồn từ.
Sau khi được Open World Entertainment chính thức thông báo rằng họ sẽ ra mắt vào đầu năm 2011, X-5 đã ra mắt vào ngày 20 tháng 4 năm 2011 với bài hát 'The Show is Over' tại buổi giới thiệu đầu tiên của họ. Vào ngày 22 tháng 4 năm 2011, họ chính thức ra mắt thông qua KBS2 Music Bank với 'The Show is Over' ('쇼하지마'), còn được gọi là 'Don't Put On An Act', sau khi phát hành các video âm nhạc tương ứng của họ.

## Lịch sử

### 2011: Ra mắt đĩa đơn Xenos và EP Dangerous
Vào ngày 22 tháng 4 năm 2011, X-5 chính thức ra mắt với màn trình diễn ca khúc dance / synth-sound "The Show is Over" (tiếng Hàn: 쇼하지마) trên Music Bank của KBS. Cùng ngày, đĩa đơn đầu tay Xenos của họ được phát hành bao gồm "The Show is Over", "Fantasy" và "Get Off Me" (tiếng Hàn: 내눈앞에 띄지마). Họ tiếp tục quảng bá đĩa đơn trên khắp châu Á, bao gồm Nhật Bản, Indonesia và Singapore. Tuy nhiên, bài hát "Fantasy" bị cho là không phù hợp do ca từ "Party at the club" dành cho những người trên 19 tuổi.
X-5 tiếp tục tham gia các buổi hòa nhạc quy mô lớn như Korean Wave Music, KIMCHI, K-Pop Music Festival. Vào ngày 9 tháng 12 năm 2011, X-5 phát hành EP đầu tiên Dangerous với cùng một ca khúc chủ đề.

### 2012: Tạm ngừng hoạt động
Kể từ khi Giám đốc điều hành Jang Seok-woo của Open World Entertainment bị bắt vì quấy rối tình dục vào ngày 10 tháng 4 năm 2012 và sau đó ông bị cảnh sát giam giữ vào ngày 13 tháng 4, họ cùng với đối tác nhóm nhạc The Boss đã ngừng các hoạt động và chương trình của họ.

## Thành viên
| Nghệ danh                              | Tên khai sinh                                    | Ngày sinh         | Vị trí                             |
| -------------------------------------- | ------------------------------------------------ | ----------------- | ---------------------------------- |
| Ghun (tiếng Hàn: 건; Hanja: 健)        | Son Hyun-seok (tiếng Hàn: 손현석; Hanja: 孫玄石) | 30 tháng 11, 1989 | Leader, Main Vocalist, Main Dancer |
| Taefung (tiếng Hàn: 태풍; Hanja: 颱風) | Lee Dong-hyun (tiếng Hàn: 이동현; Hanja: 李東賢) | 28 tháng 4, 1991  | Main Vocalist                      |
| Haewon (tiếng Hàn: 해원; Hanja: 海原)  | Jung Hae-won (tiếng Hàn: 정해원; Hanja: 鄭海原)  | 20 tháng 6, 1991  | Lead Vocalist, Visual              |
| Zin (tiếng Hàn: 진; Hanja: 真)         | Jin Hyun-jin (tiếng Hàn: 진현진; Hanja: 陳賢真)  | 20 tháng 7, 1993  | Main Rapper                        |
| Sulhu (tiếng Hàn: 설후; Hanja: 雪後)   | Kim Jin-wan (tiếng Hàn: 김진완; Hanja: 金鎮完)   | 7 tháng 9, 1995   | Rapper, Maknae                     |

Son Hyun-seok (손현석), nghệ danh Ghun (건), là thành viên lớn tuổi nhất trong X-5. Ghun là Leader và Main Vocalist. Ghun là thành viên thấp nhất với chiều cao 183 cm.
Lee Dong-hyun, (이동현) nghệ danh Taefung (태풍), là thành viên lớn tuổi thứ hai của X-5 và là Main Vocalist của nhóm.
Jung Hae-won, (정해원) được biết đến với cái tên Haewon (해원), là Lead Vocalist của nhóm cũng như là visual X-5. Anh thông thạo 3 thứ tiếng Hàn, Anh và Nga (vì bố anh là một nhà ngoại giao và anh đã dành phần lớn thời thơ ấu của anh ở Nga)
Jin Hyun-jin, (진현진) được biết đến với cái tên Zin (진), là Main Rapper trong X-5.
Kim Jin-wan (김진완), nghệ danh Sulhu (설후), là maknae và rapper của X-5.

## Phim truyền hình
| Năm  | Phim                                                      | Kênh truyền hình | Ngôn ngữ  |
| ---- | --------------------------------------------------------- | ---------------- | --------- |
| 2011 | Miss Ripley (미스 리플리) - X-5 trong vai X-5 (Khách mời) | MBC              | Tiếng Hàn |
| 2011 | Spy Myung Wol (스파이 명월) - Ghun khi còn trẻ là Eric    | KBS2             | Tiếng Hàn |
| 2012 | Let's Go Dream Team (Haewon & Ghun)                       | KBS2             | Tiếng Hàn |
| 2012 | Starking (Haewon & Ghun & Taefung)                        | SBS              | Tiếng Hàn |

## Danh sách đĩa nhạc
| Ngày                 | Tiêu đề   | Danh sách bài hát | Tham khảo           |
| -------------------- | --------- | --- | ------------------- |
| 22 tháng 4 năm 2011  | Xenos     | 1. Xenos 5 (Shout Out By 라이머/Sáng tác) 2. 쇼하지마 (The Show is Over) 3. Fantasy 4. 내 눈 앞에 띄지 마 (Get off Me) 5. 쇼하지마 (The Show is Over) (Inst.) | Album đầu tay       |
| 12 tháng 12 năm 2011 | Dangerous | 1. Intro 2. Dangerous 3. 미치는 꼴 볼래 (Going Crazy) 4. In da House                                                                                          | Album mini đầu tiên |

## Video

### Video âm nhạc
| Năm  | Video âm nhạc      | Thời lượng | Ngôn ngữ  | Album     |
| ---- | ------------------ | ---------- | --------- | --------- |
| 2011 | "The Show is Over" | 3:15       | Tiếng Hàn | Xenos     |
| 2011 | "Dangerous"        | 3:34       | Tiếng Hàn | Dangerous |

## Buổi biểu diễn
- The 4th K-POP Super Live (ngày 15 tháng 5 năm 2011)[3]
- Korean Idols Music Concert Hosted in Indonesia (KIMCHI) (ngày 4 tháng 6 năm 2011) [4]
- Music Bank in Tokyo K-POP Festival (ngày 13 tháng 7 năm 2011) [5]
- KOREAN MUSIC WAVE in Singapore (ngày 15 tháng 7 năm 2011) [6]
- K-POP MUSIC FESTIVAL 2011 in KAGOSHIMA (ngày 10 tháng 9 năm 2011) [7]
- 2011 Guangzhou Hallyu Fashion Festival (ngày 18-19 tháng 9 năm 2011)[8]
- 17th Otgol Cultural Festival (ngày 24 tháng 9 năm 2011) [9]
- 2011 Asia Song Festival (ngày 15 tháng 10 năm 2011)[10]
- Open-World Festival in Tokyo (ngày 26 tháng 11 năm 2011) [11]
- K-POP LIVE for X'mas 2011 (ngày 23 tháng 12 năm 2011) [12]
- Earth Concert Kizuna (ngày 28 tháng 12 năm 2011) [13]
- K-POP GOOD FRIENDS LIVE 2012 IN TOKYO (ngày 24 tháng 3 năm 2012) [14]